# 広東飲料廠旧址
広東飲料廠旧址（カントンいんりょうしょうきゅうし、中国語: 广东饮料厂旧址）は、中華人民共和国広東省広州市荔湾区西村街西増路63号に位置する広州市文物保護単位である。飲料廠は1934年に建設された華南初のビール工場であり、当時国内最大のビール生産企業であった。日中戦争以前には年間1,088tのビールを生産し、累計で4万本以上の瓶入り炭酸飲料も生産していた。その後、日本軍による広州爆撃の影響で生産が停止され、日本軍に接収された。戦後、飲料廠は生産を再開し、時代の変遷とともに発展し広州啤酒廠となった。2008年の工場移転とともに操業が停止され、元の工場建物は改修が行われており、元の姿は残されていない。現存する三棟の建物のみが残り、これらが2008年に第七批広州市文物保護単位に指定された。また2022年12月には、広東飲料廠旧址は広州市第一批工業遺産名単に登録された16箇所の産業遺産の一つとなった。

## 歴史

### 民国期の設立と発展
広東飲料廠が建設された1934年は、広東省を掌握した陳済棠政権（広州国民政府）下で広州の近代化が進められていた時期であった。1920年代には広州における近代工業の興起に伴い、旧市街の周辺に徐々に工場が設立されていたが、1932年に陳は経済建設を主な内容とする『広東省三年施政計画』を公布し、「まず工業の振興を謀る」として、「三年計画は経済を中心とする」と定め、各種の新式工業の設立を奨励・支援した。こうした産業振興策の一環として、広東飲料廠の建設も進められたのである。
当時、新興の工場は広東飲料廠のある西村工業区（現在の荔湾区内）および河南工業区（現在の海珠区内）に集中していた。工場の設立準備、原材料の調達、製品の販売などはすべて広東省建設庁によって一元的に運営・管理されており、飲料廠の定礎碑に名前のある林雲陔は陳済棠政権下の広東省政府主席であり、何啓澧は広東省建設庁庁長であった。
広東飲料廠は華南地区で初のビール工場であり、当時国内最大のビール生産企業であった。総投資額は102万1600法幣にのぼった。ビールと炭酸飲料の生産に用いられた設備の多くはチェコから輸入され、そのうち炭酸飲料の生産ラインは1937年夏に完成して稼働を開始した。日中戦争勃発前には、広東飲料廠は年間1,088tのビールを生産し、累計で4万本以上の瓶詰め汽水を生産していた。
1936年、「五羊牌啤酒（ビール）」と「五羊牌汽水（サイダー）」が相次いで発売されたが、市場の反応は冷淡であった。広東飲料廠に勤務していた人物によれば、「広東各地のビール市場は狭く、酒好きな者はビールを淡白で無味だと考え、白酒のような刺激がないと見なしており、しかも価格も安くはないため、一般にはビールをほとんど飲まなかった」という。
日中戦争勃発後、広州は日本軍の度重なる爆撃を受け、広東飲料廠は生産を停止し、疎開を余儀なくされた。1938年10月、日本軍が広州を占領し広東飲料廠を接収、「大日本麦酒株式会社広東工場」と改称して、大日本麦酒の経営に委ねた。ここではアサヒビールが製造されたほか、日本側は生産設備を搬入し、工場内に月産4万本の炭酸飲料を製造する作業場を建設、ここで生産された炭酸飲料は日本軍兵士の飲用に供された。
1945年8月の日本の降伏後、省主席の羅卓英は、省営企業の残存資産を統合して「広東実業公司」を設立し、広東飲料廠を含めすぐに操業を再開できる5つの工場を重点整備対象として選定した。同年10月に政府は広東飲料廠の接収にあたり、同年11月に生産を再開、12月には「広東実業股份有限公司広州飲料廠」と改称された。1946年には組織改編が行われ、「広東実業有限公司広州飲料廠」と再度改称された。抗戦勝利後、庶民は外国人を真似て暑気払いに冷えたビールを飲むようになり、「五羊牌」のビールとサイダーは飲冰室で人気を博した。

### 人民共和国期

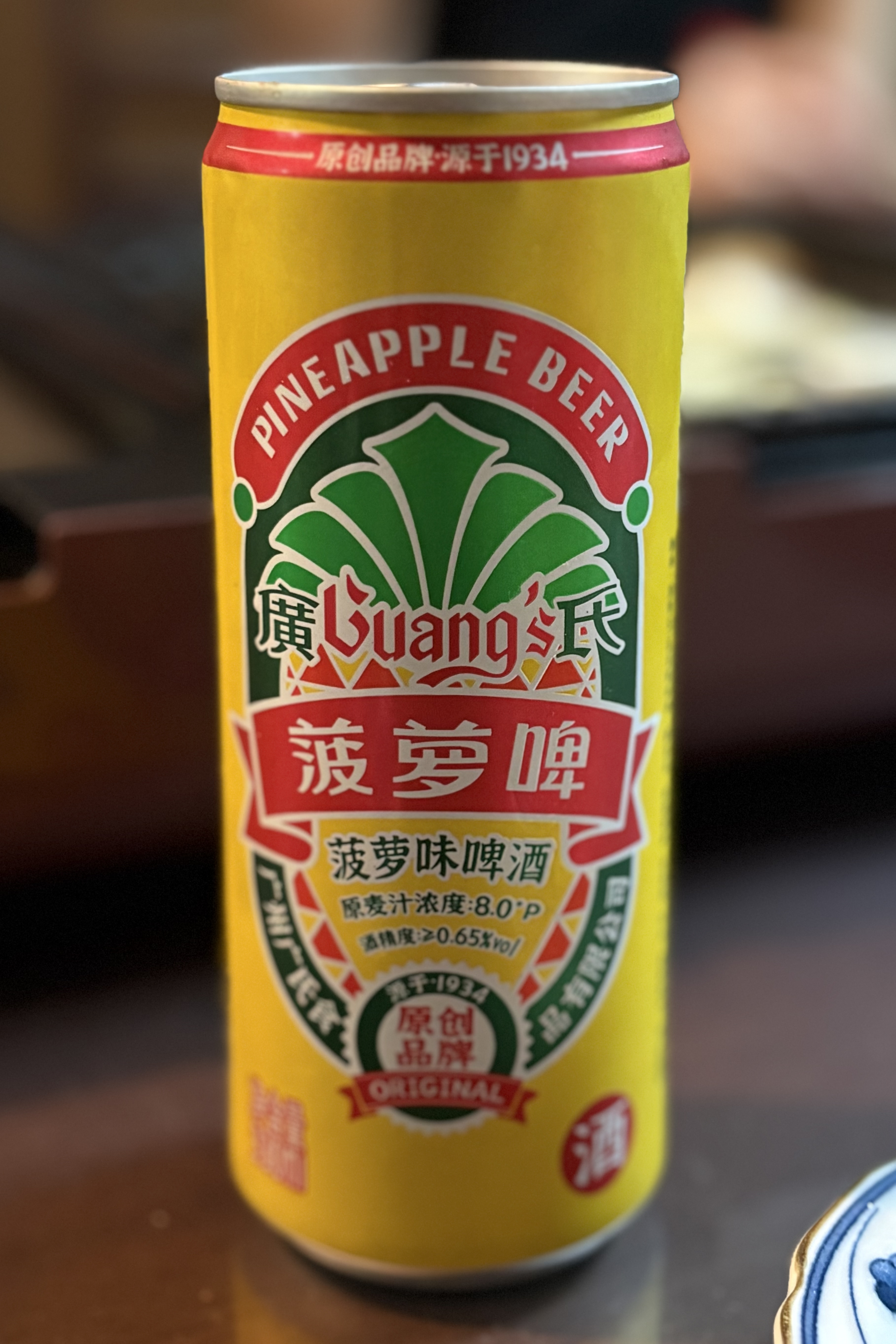
人気商品となった広氏菠蘿啤（2010年以降は順徳で復刻製造されている）

1949年10月の広州解放後、広東飲料廠は軍事管制委員会により接収された。1950年にはビールとサイダーの生産が再開され、その後、白酒や果実酒（ライチ酒、パイナップル酒、広柑酒など）の生産も加えられた。サイダーの種類も大幅に増え、オレンジジュース炭酸飲料、沙示（サルサパリラを用いた炭酸飲料）、ホワイトレモン、塩炭酸飲料などが登場した。後に炭酸飲料部門は独立して広州汽水廠となり、白酒部門は広州酒廠に編入された。広東飲料廠は広州飲料総廠へと改編され、傘下として広州飲料廠第一分廠を擁する形となった。1975年5月1日、広州飲料総廠は解散され、食品工業公司に編入されるとともに、広州飲料廠は正式に広州啤酒廠と改称された。
改革開放直後の1970年代末、広州啤酒廠では果実風味のビールの商品開発が始まっており、「百楽啤」として展開された。このうち評判の良かったパイナップル味が1989年に正式に「広氏菠蘿啤」と命名され、現在までその名称が使われている。広州が改革開放を迎えた後、若者・女性が再びビールを飲むようになったが、広氏菠蘿啤はアルコール度数が低く、味もさっぱりとしているために好まれた。
広州啤酒廠は1982年からデンマークのカールスバーグ社のビール醸造技術を導入し、1990年からは香港サンミゲル（生力）と合弁で広州生力啤酒廠を設立した。1991年には、広氏菠蘿啤の生産および販売を広州生力啤酒廠に委託した。しかしその後長年にわたり、広氏菠蘿啤の生産量は以前に比べて大きく減少し、2005年にサンミゲルが工場を移転したことにより、広氏菠蘿啤は正式に生産停止となり、その知名度も徐々に低下していった。

### 文化財保護と再開発

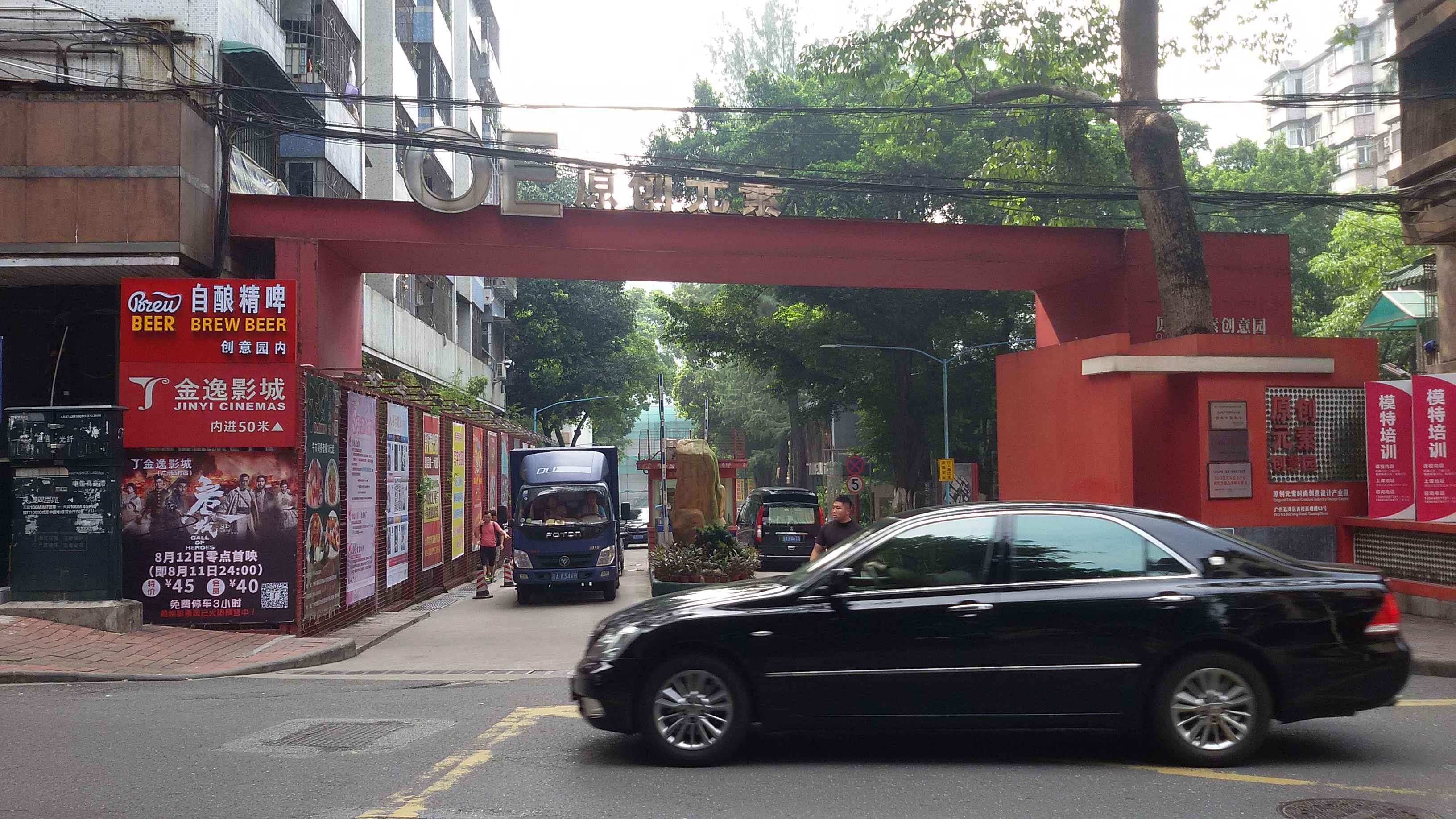
飲料廠跡地を再開発した原創元素創意園（北門）

サンミゲルによる工場移転の翌年、「退二進三」政策（第二次産業から第三次産業への転換を進める国家方針）に伴い、2006年に広州啤酒廠は西増路工場区での生産を停止した（その後、国有企業である華糖食品有限公司傘下の広州广広氏食品有限公司として存続）。広東飲料廠旧址は広州市第四次文物普査において見出され、2005年9月に広州市登記保護文物単位に指定された。2008年には、旧址に現存する三棟の建物が第七批広州市文物保護単位に指定され、「広東工業遺址博物館」への改装が計画された。2009年には、広州市奥益物業管理有限公司が工場区の改修に着手した。元の工場建物は2008年に創業を停止して移転したが改修されており、建設当時の姿をとどめていないが、跡地には三棟の小規模な建物が残されている。
2011年、原創元素創意園（英語: Original Element Creative Industry Design Center）が正式に開園した。敷地面積約5.3万平方メートルを占めており、旧工場建築、作業場、事務棟など用途の異なる建物群53棟から構成されている。商業エリアに近接していることから、現在の園区には多くのアパレル企業が入居しており、広州におけるデザイン拠点のひとつとなっている。また、イノベーションと起業、工業遺産・文化財の保護活用の事例の一つともなっている。

## 構成
広東飲料廠旧址の元の工場区域の面積は6,448平方メートルであったが、その後5万平方メートル以上に拡張された。
旧址に現存する三棟の建築物はいずれも二階建てであり、それぞれ事務所棟の正面左側、事務所棟の正面、および工場区域入口の右側に位置している。三棟の楼房はすべて緑色の瑠璃瓦で葺かれた歇山式屋根を採用し、外壁は赤レンガ造りで、コンクリートで築かれている。そのうち一棟の楼房は外壁にタイルが貼られ、屋根を覆っていた緑色の瑠璃瓦は失われている。
旧址にはまた、花崗岩製の定礎碑があり、2001年には工場区域の入口へ移設され、碑枠にはめ込まれた。石碑は高さ77cm、幅60cm、全高は1m余り、上部には瑞雲の文様が刻まれており、「広東飲料廠奠基、中華民国二十三年十二月、林雲陔、何啓澧」という文字が刻まれている。

## 参考資料
1. 1 2 3 4 5 6 7 8 9 10 11  “广东饮料厂旧址：广州人熟悉的“广氏菠萝啤”诞生于此……”.  中国人民政治協商会議広州市委員会 (2024年6月21日). 2025年6月29日閲覧。
2. 1 2 3 4 5  “民国时期的广东饮料工业”. 广东工业大学图书馆. 2016年11月24日時点のオリジナルよりアーカイブ。2016年11月24日閲覧。
3. 1 2 3 4  “与清凉甜蜜有关的现代工业遗址”. 广州文史.   中国人民政治协商会议广州市委员会. 2016年11月24日時点のオリジナルよりアーカイブ。2016年11月24日閲覧。
4. 1 2 3 4  “辛亥前后,每天都有新公司注册”. 信息时报.  オリジナルの2016年11月24日時点におけるアーカイブ。 2016年11月24日閲覧。
5. 1 2 3 4  “广氏菠萝啤：从果味啤酒到果味饮料”. 2025年6月29日閲覧。
6. ↑  “品牌介绍 - 廣氏”.   华糖食品. 2025年7月1日閲覧。
7. 1 2  “关于公布第七批广州市文物保护单位的通知”. 中国广州政府门户网站.   广州市人民政府 (2009年1月13日). 2016年11月24日時点のオリジナルよりアーカイブ。2016年11月24日閲覧。
8. ↑  “欢迎光临——【原创元素创意园】”. 2025年6月29日閲覧。
9. 1 2  成小珍; 温朝晖; 张任 (2004年7月28日). “老爷厂'挖'出新故事：自制国内首台柴油机”. 信息时报.  オリジナルの2016年11月24日時点におけるアーカイブ。 2016年11月24日閲覧。